# Anton von Wienskowski
Anton Gustav von Wienskowski (* 11. April 1766 in Vangerow, Kreis Neustettin; † 23. Februar 1837 in Breslau) war ein preußischer Generalmajor.

## Leben
Er entstammte einem polnisch-westpreußischen Adelsgeschlecht und war der Sohn des Gutsbesitzers Christoph von Wienskowski (1717–1805) und der Eleonore Modesta Tugendreich von Vangerow (1730–1805).
Seine militärische Karriere begann Wienskowski ab 1775 als preußischer Kadett im Kadettenhaus Stolp. Im Jahr 1781 kam er als Junker in das Infanterie-Regiment „von Hager“ (Nr. 38) nach Schlesien, dem er bis zu dessen Auflösung im Jahr 1807 angehörte. Als Oberstleutnant war er im Jahr 1814 Kommandeur des 2. Bataillons des Kaiser Franz Garde-Grenadier-Regiments Nr. 2 und Ritter des Eisernen Kreuzes I. Klasse.
Wienskowski heiratete in erster Ehe am 5. Juli 1798 in Neiße (Oberschlesien) Friederike Hacke († 20. Mai 1821 in Neiße). Aus dieser Ehe entstammen drei Söhne. In zweiter Ehe heiratete er Katharina Friederike Sophie von Frank (* 18. März 1778 in Dreieichenhain, Fürstentum Isenburg; † 26. Februar 1859 in Breslau). Aus dieser Ehe entstammte sein vierter Sohn.
Am 25. Juni 1803 erhielt er gemeinsam mit seinen Brüdern Caspar und Wilhelm die preußische Anerkennung seines polnischen Adels – allerdings ohne die Ausfertigung eines Diploms.